# Wayang golek

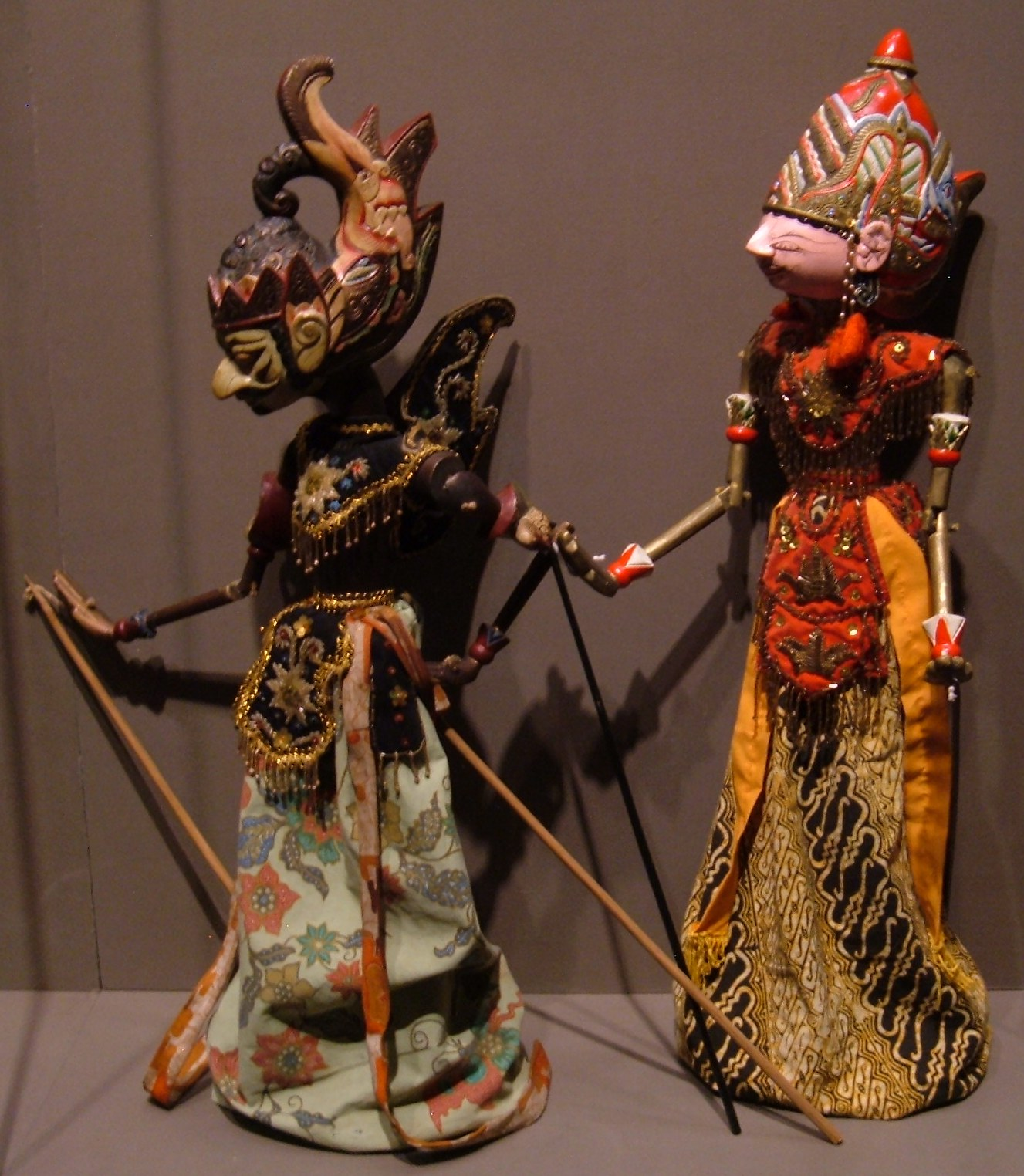
Loutky wayang golek v Muzeu asijského umění v San Francisku

Wayang golek je jedno z tradičních sundánských loutkářských umění, jež pochází ze Západní Jávy v Indonésii. Na rozdíl od jiných typů stínových loutkových představení neboli wayangů, kde se k výrobě loutek používá buvolí kůže, se loutky pro wayang golek zhotovují ze dřeva. Wayang golek je na Západní Jávě velmi oblíbený, zvláště v oblasti Pasundan. Dnes se wayang golek stal důležitou součástí sundánské kultury.
UNESCO vyhlásilo 7. listopadu 2003 představení wayang včetně ploché loutky z kůže wayang kulit, ploché dřevěné loutky wayang klitik a trojrozměrné dřevěné loutky wayang golek za Mistrovské dílo ústního a nehmotného dědictví lidstva. Na oplátku UNESCO požádalo Indonésii, aby tuto tradici zachovala pro budoucnost.

## Etymologie
Termín wayang golek pochází z javánštiny. Skládá se ze slov wayang a golek, přičemž wayang znamená „stín“ nebo „představivost“ a golek je výraz pro „hledání“. Indonéským ekvivalentem těchto slov jsou výrazy bayang a mencari. V moderní javánštině a indonéštině může výraz wayang odkazovat jak na loutku samotnou, tak na celé představení loutkového divadla.

## Historie
Historie tohoto umění sahá až do 17. století. Zrodilo se na severním pobřeží ostrova Jáva, především v přístavním městě Cirebonu. Tehdy se používaly loutky s plochou hlavou neboli papak.  Podle legendy posloužily tyto loutky při šíření islámu mezi tamějšími obyvateli. V té době se při představení wayang hovořilo cirebonsky. Loutkářské umění wayang golek se na Západní Jávě začalo rozvíjet v době rozkvětu mataramského sultanátu.
K rozvoji umění wayang golek došlo, když loutkáři začali při představení používat sundštinu. Kromě toho, že loutková představení sloužila jako prostředek k šíření náboženství, využívala se rovněž jako doplněk událostí souvisejících s díkůvzdáním a jinými svátky. V té době byla představení ještě bez doprovodu zpěvačky (pesindhèn), ten se začal používat až ve 20. letech 20. století. 
Představení wayang golek se i v současnosti dál rozvíjí jako lidová zábava, zejména v západní a střední oblasti ostrova Jávy, kde se mluví sundsky.

## Popis
Loutky jsou vyřezané ze dřeva a ovládají se třemi hůlkami. Místo nohou mají sukni, jež kryje hlavní hůlku, která prochází vnitřkem celého těla a je připevněna k hlavě. Další dvě hůlky ovládají paže, jež jsou ohebné v lokti a v rameni. Tento ovládací systém umožňuje otáčení hlavy a expresivní gesta rukou. ‎
Představení předvádí stejně jako v ostatních loutkových vystoupeních loutkář neboli dalang. Oblíbenými náměty jsou především příběhy ze staroindických eposů Rámájana a Mahábhárata a dále rozličné místní legendy.‎ Vystoupení jsou kromě zpěvačky pesindhèn doprovázena ‎‎hudbou gamelanu, což je orchestr bicích nástrojů tradiční indonéské hudby. Jeho součástí jsou různé metalofony, gongy, xylofony a bubny. K nim se řadí další nástroje jako bambusové flétny, strunné nástroje zvané rebab nebo citeře podobný drnkací siter. Gamelan se může skládat až z 50 hudebních nástrojů, většinou jich však bývá kolem 12. 
‎Obdobou představení wayang golek jsou vystoupení wayang golek menak, založená na vyprávění o dobrodružstvích strýce proroka Mohameda Amira Hamzaha.‎

## Galerie

Loutky wayang golek
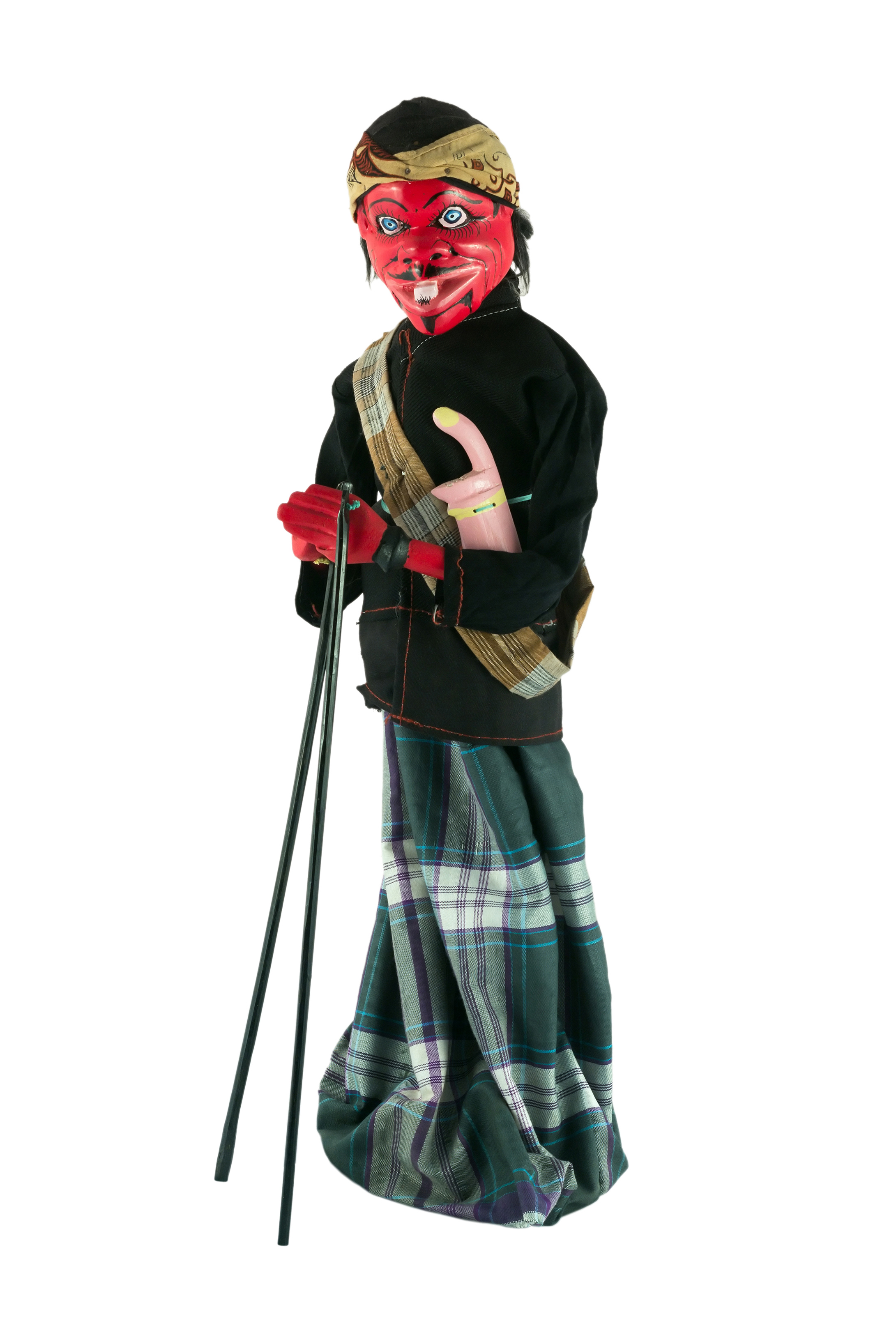
Loutka Cepot
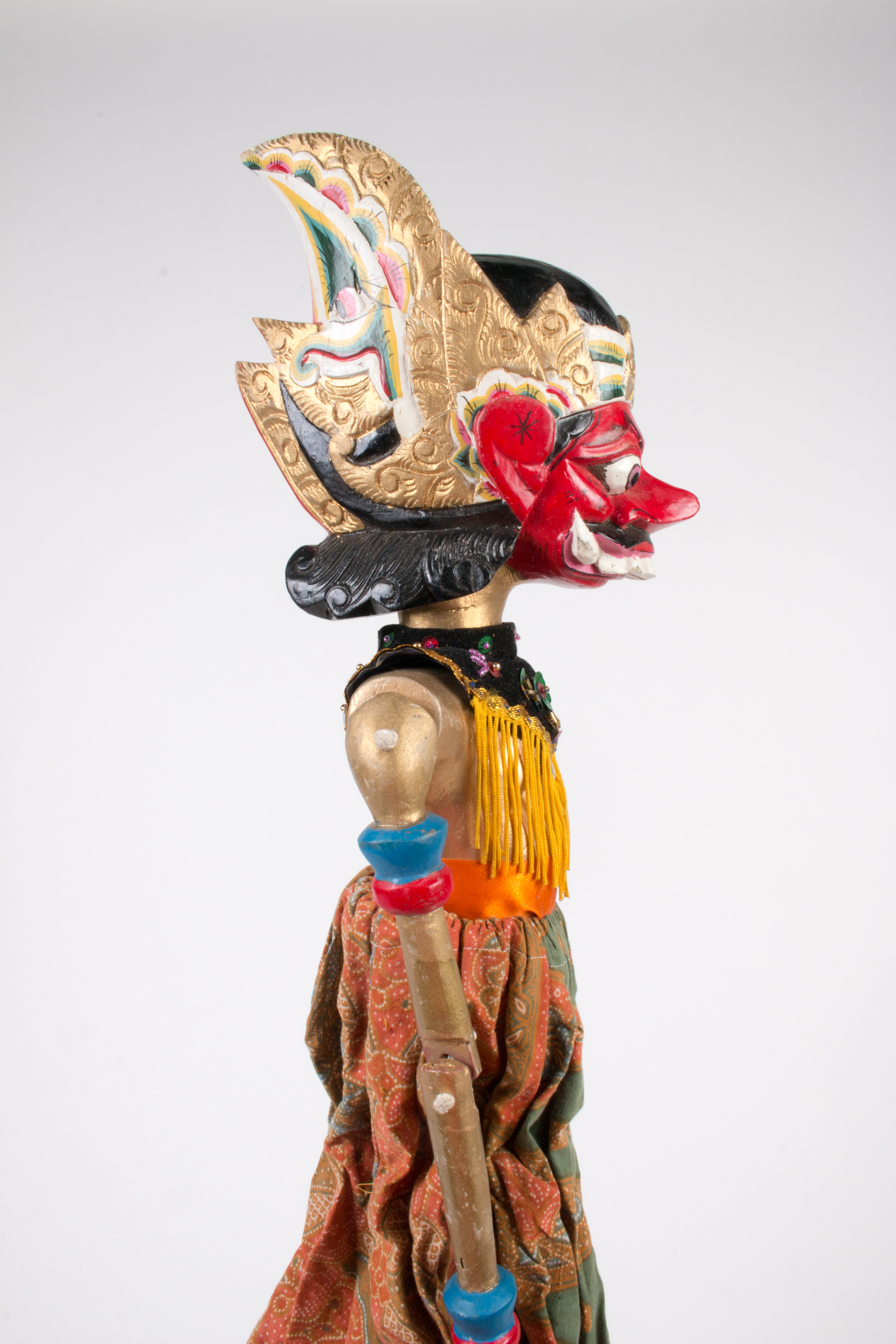
Loutka znázorňující Rávanu, Indonésie 2004
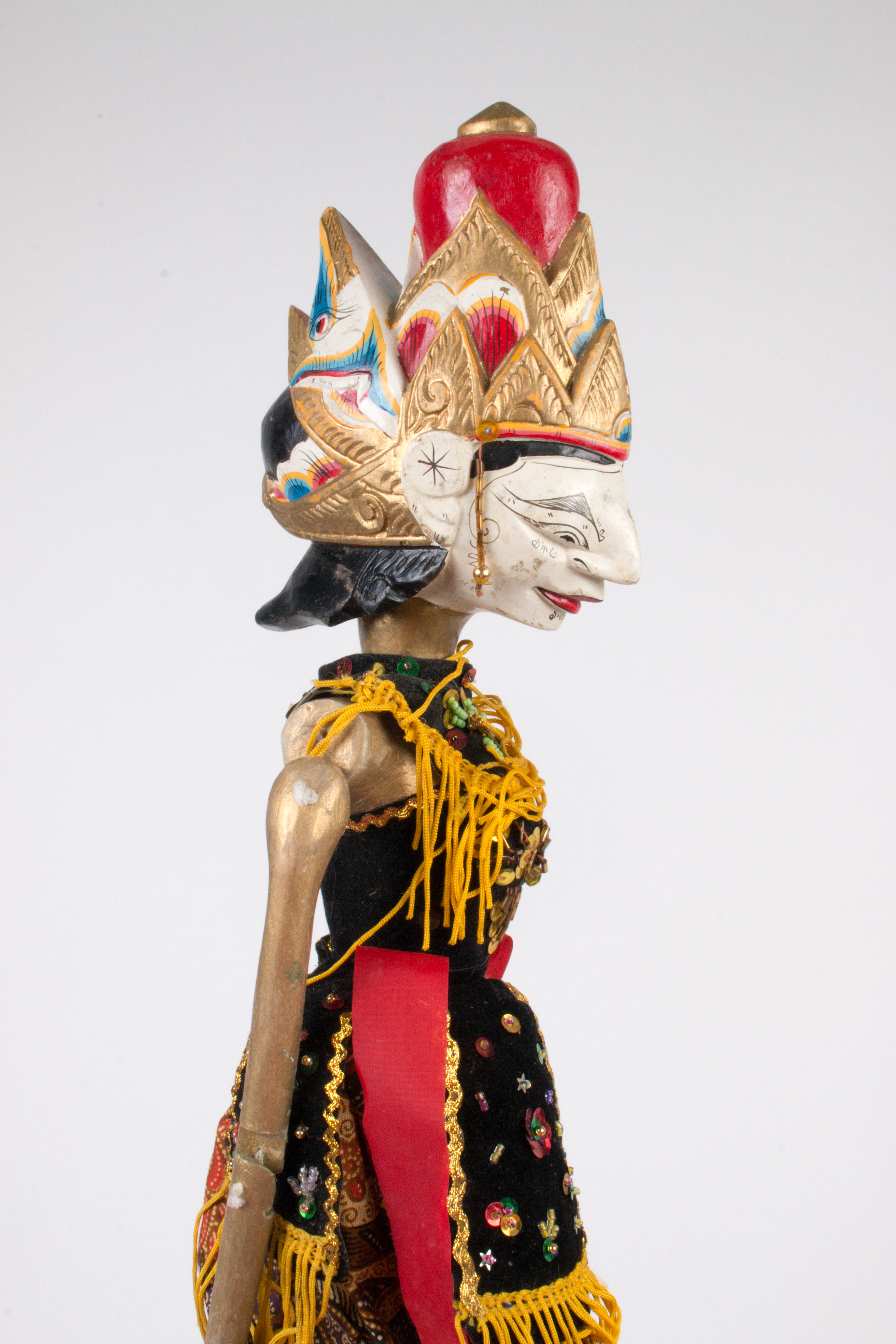
Loutka, Indonésie, 2004
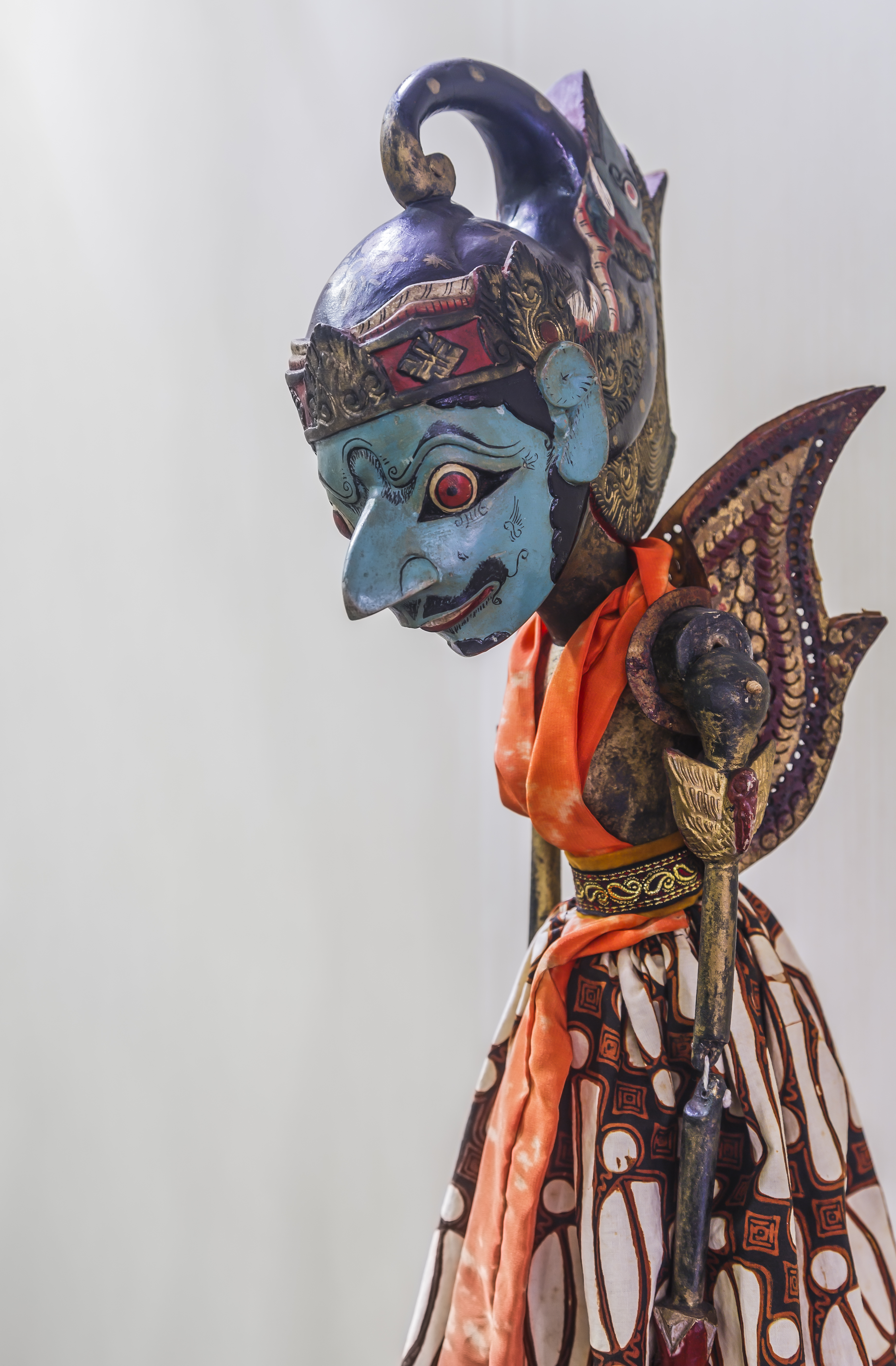
Loutka znázorňující Gatotkaču, Indonésie 2015
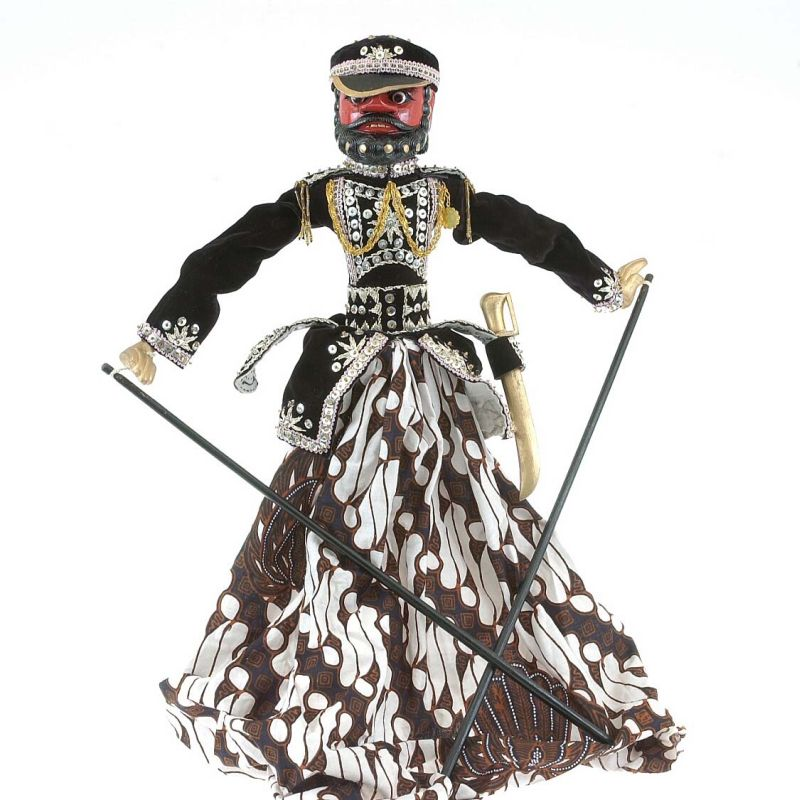
Loutka znázorňující  Umarmaju, ze sbírky Tropenmusea v Amsterodamu